# Accuracy International AE
Accuracy International AE — английская снайперская винтовка, созданная компанией Accuracy International.
Для стрельбы из снайперской винтовки применяются винтовочные патроны 7,62×51 мм NATO (.308 Win). Технически представляет собой винтовку, которая использует продольно скользящий поворотный затвор. Подача патронов при стрельбе производится из отъемных коробчатых магазинов ёмкостью 5 или 8 патронов.
Винтовка комплектуется оптическим прицелом немецкой фирмы Schmidt & Bender или американским Leupold.